# Taylor Graham
Taylor Graham, né le 20 juin 1980 à Fair Oaks (Californie, États-Unis), est un footballeur américain d'origine portoricaine.
Il évoluait au poste d'attaquant avec la sélection portoricaine et différents clubs de Major League Soccer.